# 伊東長裕
伊東 長裕（いとう ながやす）は、備中国岡田藩9代藩主。

## 略歴
文化13年（1816年）5月19日、第8代藩主・伊東長寛の五男で世子だった伊東長禎の長男として生まれる。母は家女の梅と言われている。
天保7年（1836年）3月23日、長寛の十一男・長之の養子となる。養父長之は長寛の嫡子であった。天保15年（1844年）4月15日、将軍徳川家慶に拝謁する。同年8月4日、養父長之は病気のために廃嫡となる。同年9月6日、長裕が祖父長寛の嫡孫となる。嘉永3年（1850年）8月11日、祖父長寛の死去により家督を継いだ。同年12月16日、従五位下若狭守に叙任する。
万延元年（1860年）8月14日に死去した。享年45。跡を従弟で養子の長とし（長）が継いだ。

## 系譜
- 父：伊東長禎（1794-1830）
- 母：梅
- 養父：伊東長之（1804-1864）
- 正室：土方雄興の娘
- 養子
  - 男子：伊東長𫡰（長）（1844-1900） - 伊東長生（伊東長寛の十五男）の次男